# 文莱护照
文莱护照是文莱达鲁萨兰国政府签发本国公民的国际旅行文件。

## 外观
文莱护照封面为红色，正中为文莱国徽，国徽上方用爪夷文马来语和英语标识“文莱达鲁萨兰国”字样，下方则仅用英语标识“护照”字样及生物特徵護照标识。
护照内部信息页均为马来语和英语双语标识。

## 有效期
文莱护照有效期为5年，出国旅行护照剩余有效期应不少于六个月。

## 生物特征护照
2008年起，文莱开始发行生物特征护照，护照中的芯片储存持照人面部及指纹信息。

## 签证要求

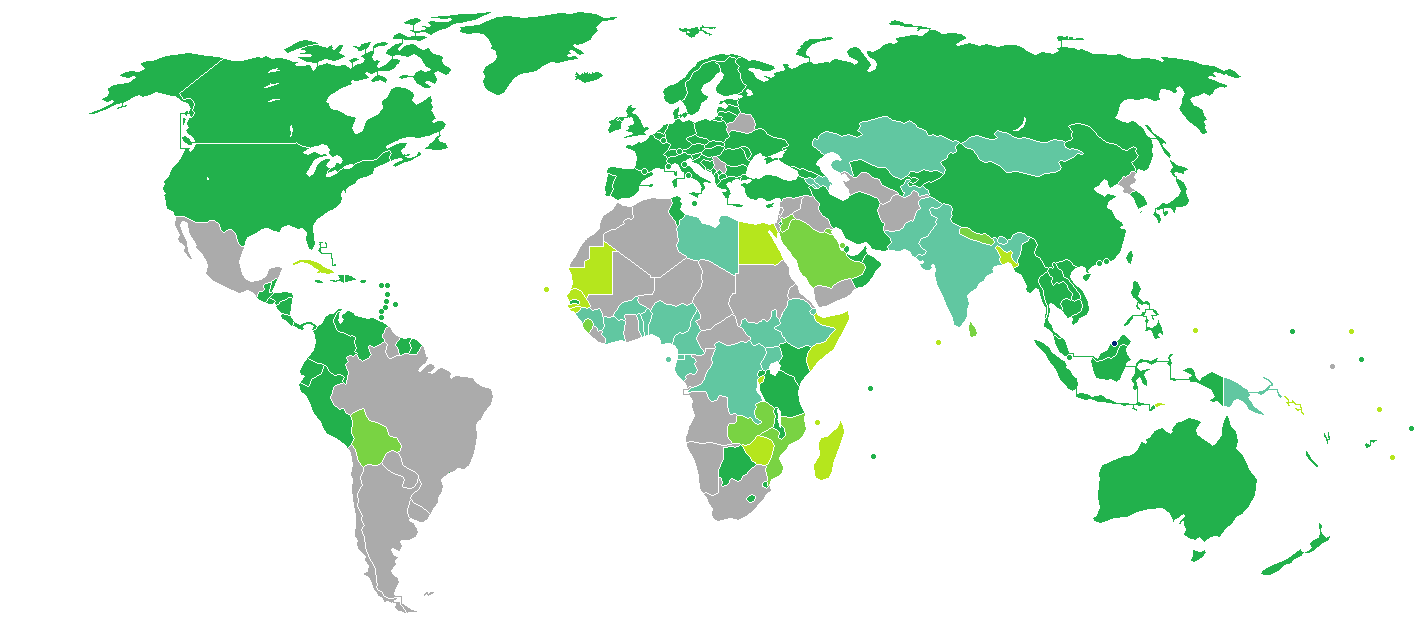
文莱护照可免签证或落地签证进入的国家及地区。

根据2025年1月8日发布的亨利护照指数，文莱护照可免签证、落地签证或电子签证入境166个国家和地区，位居世界第20。